# Улица Даниялова
Улица Даниялова — улица в Махачкале, проходит через все три района города от пл. Коминтерна до Жирзавода, повторяя береговую линию.

## История
Первоначальное название — Привольная.
Одна из старейших улиц города, существовала ещё в предшественнике Махачкалы городе Порт-Петровск (вместе с Барятинской (ныне — Буйнакского); Соборной (ныне — Оскара) и Инженерной (ныне — проспект Расула Гамзатова).
С установлением советской власти сменила название на Садовую, а уже в 1922 году была переименована в улицу Маркова, в честь российского революционного деятеля начала XX века Сергея Маркова (1880—1922), члена Реввоенсовета Кавказского фронта, руководителя Кавказского округа путей сообщения, казнённого в том году белогвардейцами.
В 1932—1940 годах на улице был возведён ряд общественных зданий — Верховный Совет (ныне в этом здании разместился Дагестанский музей изобразительных искусств имени П. С. Гамзатовой), Верховный суд, Министерство сельского хозяйства, Педагогический институт, Дорожный техникум
4 ноября 1998 года была вновь переименована в улицу Насрутдинова (И. Насрутдинов — председатель колхоза, отец бывшего министра сельского хозяйства РД У. И. Насрутдинова).
Современное название с 07 марта 2000 года. Абдурахман Даниялов (1908—1981) — советский и дагестанский политический и партийный деятель, выдающийся государственный и общественно-политический деятель Дагестана, дипломат, нарком земледелия Дагестанской АССР (1937—1939), Председатель Совета Народных Комиссаров Дагестанской АССР (1940—1948), Первый секретарь Дагестанского областного комитета КПСС (1948—1967), Председатель Президиума Верховного Совета Дагестанской АССР (1967—1970).

## Достопримечательности
- д. 33 — Национальный музей Республики Дагестан им. А. Тахо-Годи
- д 28/8 — Дагестанский музей изобразительных искусств им. П. С. Гамзатовой
- д. 30 — здание мужской гимназии, первое учебное заведение Петровск-Порта (ныне МБОУ Гимназия № 1 имени С. М. Омарова)[6]